# 폴리스
폴리스(그리스어: πόλις)는 때로는 '도시국가(都市國家)'라고 번역되지만 정확한 번역은 아니다. 가령 아테네(Athenai)는 아티카 전역을 포함하여 폴리스였다. 폴리스가 도시의 의미로 전락하는 것은 원래의 기능(機能)을 잃은 다음(헬레니즘 시대 이후)의 일이며, 만약 그 본질을 표현한다면 오히려 '공동체 국가'가 적당할 것이다.
폴리스의 원뜻은 방채(防砦)이다. 황무지를 개척해서 세운 아테네로 말하면, 그것은 원래 견고한 암석으로 되어 있으며, 외적으로부터의 방어를 위해 모여 웅거하면서 살았기 때문에 생활의 불편이란 더 말할 나위가 없었다. 이동기의 혼란이 끝나고 안정을 찾자 그 곳에서 내려가 토지에 거주를 옮기고, 외곽에 성벽을 구축하였다(이즈텍). 자연풍토나 사회적·종교적 원인에 따라 수많은 폴리스가 생겨났으나, 그 규모는 작았고 식민지(植民地)로서 성립된 것이 많았다. 이후에 폴리스는 성벽을 넘어 생활 공간이 확대되어 중심 시가(市街)와 농경주역부(農耕周域部)로 이루어져, 거의 성벽을 갖추었다. 그 중심에 마을이 형성되고 둘레에 영토가 형성되었는데, 마을 중심에는 아크로폴리스나 시장(아고라)이 있어 행정·경제·종교의 중심이 되었고, 마을 주역부에는 시민의 공유지·소유지가 있었는데, 그 영역은 통상적으로 좁은 범위로 한정되어 있었다.
이러한 그리스의 고대 국가는 유럽의 중세 도시와는 기본적으로 차이가 있다. 폴리스의 성벽이 둘러싸인 것은 방위의 목적일 뿐 법적·신분적으로 성벽 안과 밖을 구별하기 위한 것이 아니었다는 점이다. 시민 모두 동일한 시민 공동체의 일원으로서 공통의 시민권을 누렸으며, 시민은 정무(政務)·군무(軍務)에도 종사하였다. 정치적·사회적 기본 조직으로 완성된 폴리스에서 이와 같은 시민단의 지위는 재류 외국인과 노비는 제외된 특권적인 것이었다. 직접 민주정치라는 체제를 기반으로 시민 전체의 정치 참여를 실현한 민회(民會)의 존재는 폴리스의 큰 특징이라 할 수 있다.
이들 폴리스는 지리적·역사적 조건에 따라 규모·형태·사회 구성 등이 다양하였는데, 가장 대표적인 예는 아테네로, 그 민주적인 조직은 다른 폴리스에 큰 영향을 미쳤다. 폴리스는 내부의 당파 싸움과 상호간의 끊임없는 항쟁으로 기원전 4세기에 쇠퇴하기 시작하여 북방 마케도니아에 의해 정복될 무렵 그 성격은 급속히 상실되었는데, 도시라는 의미의 폴리스는 존재하였지만, 정치적 실권은 부유층이 독점하였고 민회는 명목적인 존재로 변하였다. 그러나, 많은 폴리스는 여전히 다소의 독립을 유지하면서 자치적 활동을 계속하였으며, 헬레니즘 시대의 문화적 기반은 폴리스의 전통에 기반을 두고 있다. 

## 폴리스
최초의 ‘원시 왕정(原始王政)’은 실증될 수 있는 것은 아니지만, 후대의 유제(遺制)로 충분히 추측할 수 있다. 대개의 폴리스는 역사시대(문헌 존재의 시대)에 이미 이 단계를 거쳐 귀족정기(期)에 들어가 있었다(전 8세기). 그리스사의 사실은 여기서부터 시작된다. 전대(前代)의 왕가(王家) 일족이 그대로 귀족으로서 존속하여 벌족(閥族) 지배를 했던 코린트의 박코스(Bacchiadai)가(家) 원로회나 감독관의 억제하에 비로소 왕정――더욱 서로 견제하는 2왕제――이 잔존할 수 있었던 스파르타 등과 같은 예외가 있었다고 할지라도 원래 오리엔트의 초월적인 전제왕권에 비하여 상대적――예를 들면 토지 소유 등――또한 취약한 기반밖에 없었던 그리스인의 여러 집단의 왕권은 일반적인 안정기로 들어가 기능(제사적, 군사적)이 쇠퇴함과 동시에, 귀족층의 일부에 해소되어서 그 칭호(바실레우스)는 대개 단순한 관직명으로서 남은 것에 지나지 않았다(아테네, 아르고스 기타 등 다수). 
귀족정은 철제 농구의 도입에 따른 농업 생산력의 증대와 잉여 생산물에 대한 해외교역의 발생에 의하여 공동체 내에 빈부 차가 생겨 공동체 성원이 귀족·농민의 두 층으로 분열되어, 전자가 정권(지배)을 독점한 결과로 나타났다. 이렇게 하여 두 층은 신분적 차이라는 질적(質的)인 전환을 하게 되어, 부(富)에의 기회가 별로 없었던 농민들은 이 밖에도 피해가 겹쳐 급속히 빈궁으로 전락해 갔다. 
이때 주의할 점이 두 가지 있다. 그 하나는 그리스의 귀족이 동양이나 서양 중세의 비생산적·기생적인 부재지주 귀족에 비하여 스스로 농업을 자영하는 입장에 서서, 적극적으로 해외교역 등의 경제활동을 하는 능동적인 귀족이었다는 점. 또 다른 하나는 근대의 식민이 본국의 정치적·경제적 발전에 따른 운동이었던 것에 비하여 그리스의 식민활동(제2차)은 오히려 영락농민(즉 공동체 탈락자)이나, 때로는 정치적인 망명자들에 의해 추구된 사회적으로 소극적인 요인에 기인되는 것이었다는 점이다. 
근대에서는 해외 식민지에 있어서의 정치적 동향이, 항상 본국의 동향을 투영한 것이었으나, 고대 그리스의 식민 폴리스는 적어도 정치행동에 있어서는 모국으로부터 완전히 독립되어 있어 아무런 관계도 없었다. 때문에 지중해 서쪽에의 식민이라고 해도, 그것은 그리스 문화와 그리스인의 경제 영역의 확대를 의미하는 것에 지나지 않았고, 그리스 세계의 정치적인 세력의 발전 따위는 아니었다. 그리하여 귀족정하의 빈궁한 농민들은 점차적으로 부채 때문에 토지를 저당으로 상실하고 최악의 경우에는 채무 노예로까지 몰락되었다고 생각된다. 
오리엔트에 가깝고 그 영향을 받기 쉬운 소아시아의 여러 폴리스에서는 일찍부터 참주(비합법의 지배 찬탈자·왕)정치가 성립되었는데, 공동체의 양극 분해가 진행되고 있었던 본토의 여러 폴리스에도 궁핍한 농민들을 호응 지반(地盤)으로 하는 참주정이 파급되었다. 참주(티라노스)는 후대에 가서 폭군(暴君)이란 의미로 해석되기도 하지만 탁월한 능력을 갖는 참주의 경우, 참주정이라는 과도기는 오히려 폴리스 정치의 전진 요소였다는 사실도 잊어서는 안된다. 가령 입법자로서(자레우코스 「남이탈리아·로크로이」, 페이든 「아르고스」, 카론다스 등), ‘7현’의 한 사람으로서(페리안드로스「코린트」, 폴리클리투스 「사모스」, 피시스트라투스 「아테네」), 그 이름을 남기고 있는 참주도 많다.
귀족정에서 참주정에의 이행 시기에 해당하는 기원전 7세기에서 기원전 6세기 동안에 걸쳐 폴리스 세계는 또한 전반적으로 폴리테이아(국가 제도)의 확립이라는 내부적 충실 시대에 들어간다. 그 사업은 실존 내지 가공(傳承的)의 한 개인에게 돌아가고(입법자, 가령 스파르타의 리쿠르구스, 아테네의 드라콘, 솔론), 또는 법률의 기록으로(크레타섬, 고로튠의 壁彫法典「전 480 전 460?. 현존」 등) 전해지고 있다. 그러기 때문에 이 시기는 폴리스의 내면적 발전에 있어서 아주 중요한 시기라고 말할 수 있다.
참주정이 본토에 파급되는 가운데 아테네에 있어서도 기원전 636년(또는 전 632) 키론이라는 사람이 이웃 나라(폴리스) 메가라의 참주 테아케네스와 공모하여――일반적으로 참주간에도 국제적 협동 태세가 있었다는 점에 주의――참주를 꾀어 쿠데타를 일으켰으나 실패(아크로폴리스에서 참사). 참주정은 일단 방지되었다고는 하지만, 솔론의 조정에도 불구하고 그 후의 3파 정쟁(政爭) 후에 이르러서는 결국 참주정(피시스트라투스 일가, 전 561 전 510)을 면할 수는 없었다. 그 후 기원전 508 507년의 클레이스테네스로부터 시작되는 민주정(데모크라티아)이다. 따라서 그 발전에 있어 다소의 차질을 수반하면서 결국 민주정에 도달된 폴리스가 많았다(메가라, 테베, 아르고스 등). 스파르타는 전형적인 제2단계에서 머물렀다고도 볼 수 있지만, 시민단 내부의 평등――서로 ‘평등자’라 부른다――하다는 점에서는, 이미 본질적으로는 아테네의 그것과 아주 똑같은 ‘전사단(戰士團) 민주정’의 단계에 들어갔다고도 할 수 있을 것이다.  

## 참고 문헌
- 이 문서에는 다음커뮤니케이션(현 카카오)에서 GFDL 또는 CC-SA 라이선스로 배포한 글로벌 세계대백과사전의 내용을 기초로 작성된 글이 포함되어 있습니다.